# Lauren (Fußballspielerin)
Lauren Eduarda Leal Costa, oder mit Spitznamen auch Lauren (* 13. September 2002 in Votorantim, São Paulo), ist eine brasilianische Fußballspielerin.

## Karriere

### Verein
In ihrer Jugend war sie von 2017 an beim FC São Paulo und wurde von dort im Jahr 2018 zudem noch einmal an die erste Mannschaft von Centro Olímpico verliehen, kam jedoch nicht zum Einsatz. Ab 2020 war sie ein fester Teil des Kaders der ersten Mannschaft von São Paulo und kam dort in der Liga zum Einsatz. Im Januar 2022 folgte ihr Wechsel nach Spanien, wo sie für Madrid CFF spielte. Nach einer guten ersten Saison wurde sie in der Saison 2022/23 zu einer wichtigen Stammspielerin. Am 24. Juli 2023 verpflichtete sie das NWSL-Franchise Kansas City Current bis Ende der Saison 2024 mit Option auf eine weitere Saison.

### Nationalmannschaft
Mit der brasilianischen U17 nahm sie an der Südamerikameisterschaft 2018 teil, kam hier aber nicht zum Einsatz. Danach folgte mit der U20 die Teilnahme an der Südamerikameisterschaft 2020. Ein paar Monate nach dem Turnier im Jahr 2022 folgte die Nominierung für die U20-Weltmeisterschaft 2022.
Bei der A-Nationalmannschaft hatte sie ihr Debüt am 20. September 2021 bei einem 4:1-Freundschaftsspielsieg über Argentinien. In den nächsten Jahren folgten weitere Einsätze bei Freundschaftsspielen und Einladungsturnieren. Auch beim Finalissima 2023 war sie dabei.
Am 27. Juni 2023 wurde sie für den finalen Kader bei der Weltmeisterschaft 2023 nominiert. Dort bekam sie beim 4:0-Auftaktsieg über Panama ihr Turnier-Debüt.
Im Juli 2024 reiste Lauren mit der Auswahl als Teil des Olympiakaders nach Paris. In dem Turnier wurde sie im zweiten Spiel gegen Japan nach der Halbzeitpause für Tarciane ausgewechselt. Insgesamt bestritt Lauren bei den Spielen fünf sechs möglichen Spielen, welche sie ins Finale und zum Gewinn der Silbermedaille führten. Davon stand sie vier Mal in der Startelf.

## Erfolge
Nationalmannschaft
- U-17-Fußball-Südamerikameisterschaft der Frauen: 2018
- U-20-Fußball-Südamerikameisterschaft der Frauen: 2022
- Silbermedaille bei den Olympischen Spielen: 2024

São Paulo
- Brasil Ladies Cup: 2021